# 한수 (고려)
한수(韓脩, 1333년 10월 1일(음력 8월 22일)~1384년 4월 18일(음력 3월 28일))는 고려의 문신이자 서예가이다. 자는 맹운(孟雲), 호는 유항(柳巷), 본관은 청주이다.

## 생애
1347년(충목왕3)에 15세의 나이로 문과에 급제해 사람들을 놀라게 했다. 이후 여러 벼슬을 거쳐 우왕 때 여러 관직을 역임했다. 1375년(우왕1)에 밀직제학(密直提學) 동지서연(同知書筵), 1376년(우왕2) 부사(副使), 동지(同知), 5월에 동지공거(同知貢擧), 가을에 지사(知司), 1378년(우왕4)에 상당군(上黨君)에 봉해졌고, 대광(大匡)의 품계로 오르면서 관직이 진현(進賢)으로 바뀌었다. 1379년(우왕5) 광암사의 비문을 써 첨서(簽書)가 되었다. 1380년(우왕6)에 청성군(淸城君)에 봉해졌고 품계는 중대광(重大匡)에 이르렀다. 1382년(우왕8)에 남경(南京: 현 서울특별시)에 호종(扈從)했으며, 1383년(우왕9)에 광정대부(匡靖大夫) 판후덕부사 우문관대제학 지춘추관사 상호군(判厚德府事右文館大提學知春秋館事上護軍)에 임명되었으며, 1384년(우왕10) 음력 3월 28일에 52세의 나이로 사망했다. 글씨에도 능해 해서와 초서에 뛰어났다. 또한 학식이 있고 행동이 의로워 사람들의 모범이 되었다.

## 사후
《유항 한수 묘역》은 경기도 파주시 진동면 서곡리에 있다. 묘역은 종중 묘역으로 한수의 아버지인 한공의(韓公義, 1307~1365)묘역과 형제인 한리(韓理, 1337~1417) 묘역이 인근에 함께 조성되어 있다. 묘역은 부인 안동 권씨와 쌍분으로 조성되어 있으며 봉분 앞에 각각 묘비 1기씩을 조성하고 그 아래로 장명등을 각각 1기씩 설치하였다 장명등을 사이로 중앙에 상석과 향로석이 있으며 그 아래 양 쪽으로 문인석 4기와 망주석 2기가 나란히 배치되 어 있다. 상석 옆으로 근래에 새로 세운 묘비가 있을 뿐 다른 석물들은 원래 그대로 보존되어 있다. 석물 들의 형태는 전형적인 고려시대 양식을 따르고 있다. 2003년 4월 21일 경기도의 기념물 제187호로 지정되었다.

## 저서
- 《유항시집》

## 주요 필적
- 노국대장공주묘비(개성)
- 회암사지공대사탑비(양주)
- 광통보제선사비(개성)[4](1377년)
- 신륵사보제존자석종비(여주)(1379년)
- 조위(趙瑋) 묘지명(서울 국립중앙박물관 소재, 1349년)[5]

## 전기 자료
- 이색, 《목은문고》 권15, 한수 묘지명

## 같이 보기
- 여주 신륵사 보제존자석종비